# Romairon
Romairon är en ort i kommunen Tévenon i kantonen Vaud i Schweiz. Den ligger cirka 36,5 kilometer norr om Lausanne. Orten har cirka 34 invånare (2020).
Orten var före den 1 juli 2011 en egen kommun, men slogs då samman med kommunerna Fontanezier, Vaugondry och Villars-Burquin till den nya kommunen Tévenon.